# Expedição Alemã Amazônia-Jari

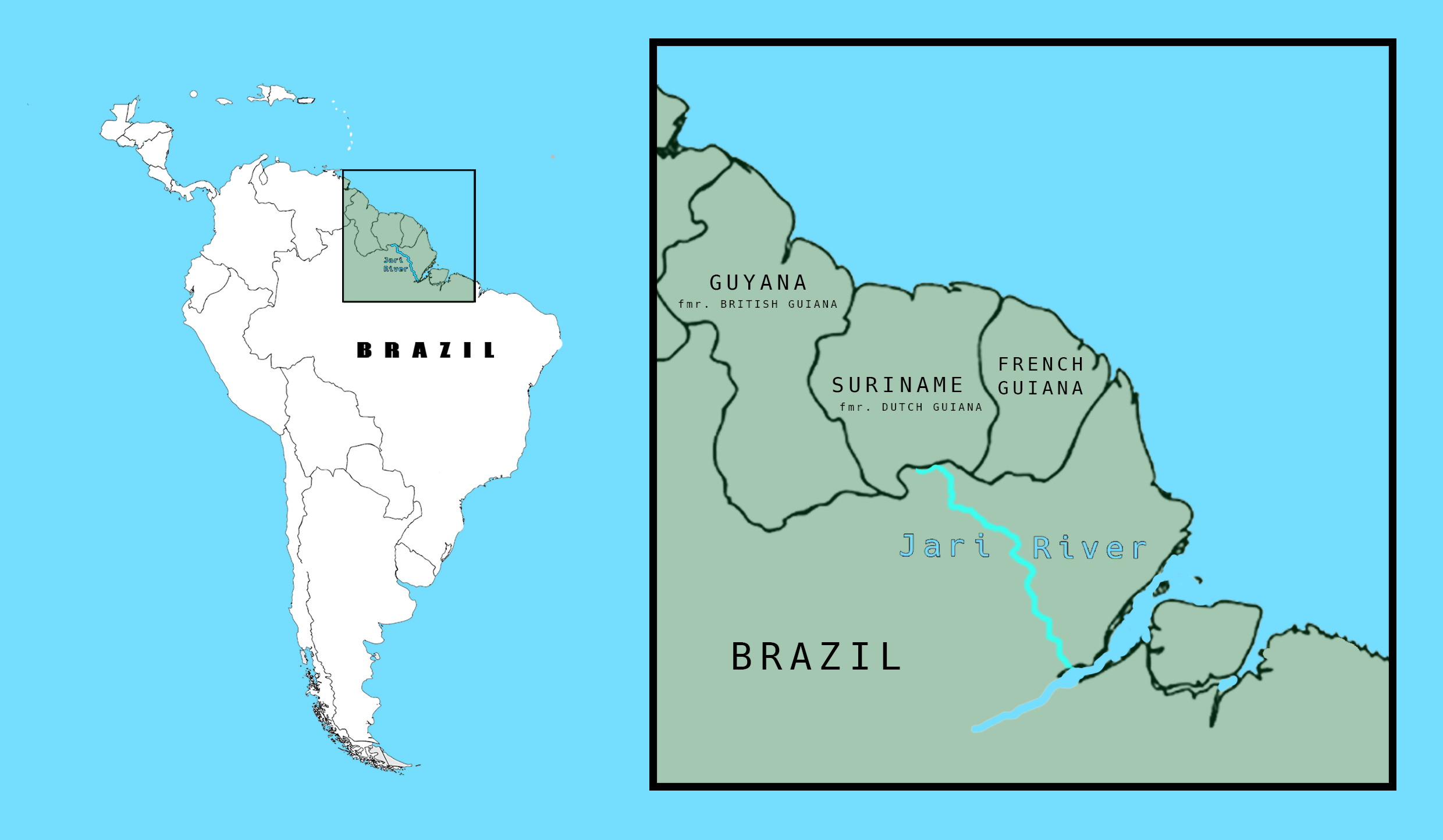
Curso do rio Jari

A Expedição Alemã Amazônia-Jari (1935-1937) foi uma expedição científica da era nazista na região norte do Brasil. A descoberta de uma enorme cruz estampada com a suástica nazista no túmulo de Joseph Greiner, um dos membros da expedição, na selva local trouxe o evento para uma renovada atenção internacional durante a segunda década do século XXI.
Ao contrário de inúmeras viagens de campo bem-sucedidas e conceituadas por todo o Brasil por equipes de pesquisadores alemães de várias formações acadêmicas durante a década de 1930, a Expedição Alemã Amazônia-Jari foi criticada por seu comando político, falta de necessidades acadêmicas e paixão pela crônica multimídia comercial, que levam a suspeitas sobre seu verdadeiro propósito.
Essa impressão foi reforçada ainda mais nos anos seguintes, à medida que outras missões controversas da Alemanha nazista ocorreram, criticadas por métodos pseudocientíficos e padrões éticos inaceitáveis e afiliadas a agências duvidosas do Partido Nazista, que buscavam apoio para as ideias grosseiras em suas agendas políticas.
O líder da missão havia concebido um plano para uma tomada militar da Guiana Francesa (chamado Projeto Guiana), que, ao retornar, apresentou a Heinrich Himmler. Não existe, no entanto, nenhuma evidência de qualquer envolvimento oficial ou adoção desses planos pelo governo alemão da época.

## Contexto histórico

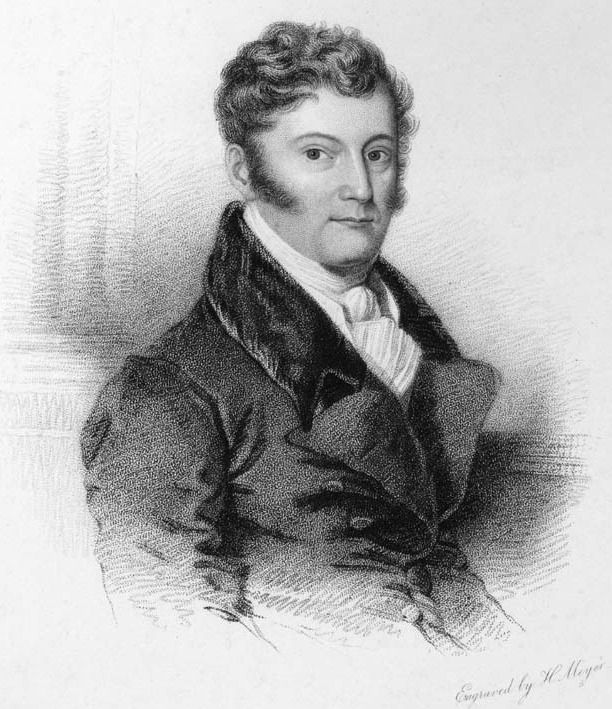
Príncipe Maximiliano de Wied-Neuwied

O Brasil independente manteve relações amistosas com a Alemanha ao longo do século XIX e início do século XX, caracterizadas pelo comércio dinâmico e pelo processo moderado, mas constante, de imigração de alemães étnicos para (principalmente) províncias do sul. As fontes fornecem números variados entre 200 mil e 300 mil chegadas de 1824 a 1933. Antes de 1871, apenas pouquíssimos colonos e muito menos mercadores, estudiosos, missionários religiosos e professores dos pequenos Estados alemães avançaram para o sul do Brasil e se estabeleceram nas comunidades homogêneas germanófonas locais. O Brasil se beneficiou da maior influência política e ambições econômicas da Alemanha Imperial. O vasto território absorvia o número crescente de pessoal científico e técnico, que se propunha a avaliar e extrair recursos e riquezas naturais. O Brasil continuou suas políticas de cooperação entre comércio crescente, intercâmbio cultural e progresso econômico até a Grande Depressão e a Era Vargas.
De 1815 a 1817, o príncipe Maximiliano de Wied-Neuwied liderou uma expedição pioneira ao sudeste do Brasil e elaborou os primeiros trabalhos científicos sobre os povos indígenas locais, como os botocudos. Ao retornar à Europa, publicou sua obra em dois volumes: Viagem ao Brasil (Reise nach Brasilien) em 1821 e Contribuições à história natural do Brasil (Beiträge zur Naturgeschichte von Brasilien) em 1833).[carece de fontes?]
Por trás das economias e do comércio em crescimento, Brasil e Alemanha desenvolveram uma tradição de cooperação científica. Muitos naturalistas, engenheiros e geólogos alemães chegaram ao Brasil durante o século XIX e início do século XX. Suas expedições e estudos e documentação da terra e da natureza do Brasil estabelecem padrões e muitos continuam sendo importantes obras de referência para a pesquisa moderna. Entre esses viajantes estavam Hans Krieg, diretor da Coleção Estatal de Zoologia da Baviera, os pesquisadores Gustav Giemsa e Ernst Nauck, do Instituto de Doenças Tropicais de Hamburgo, bem como os ornitólogos Adolf Schneider e Helmut Sick.

## Expedição

### Preparação

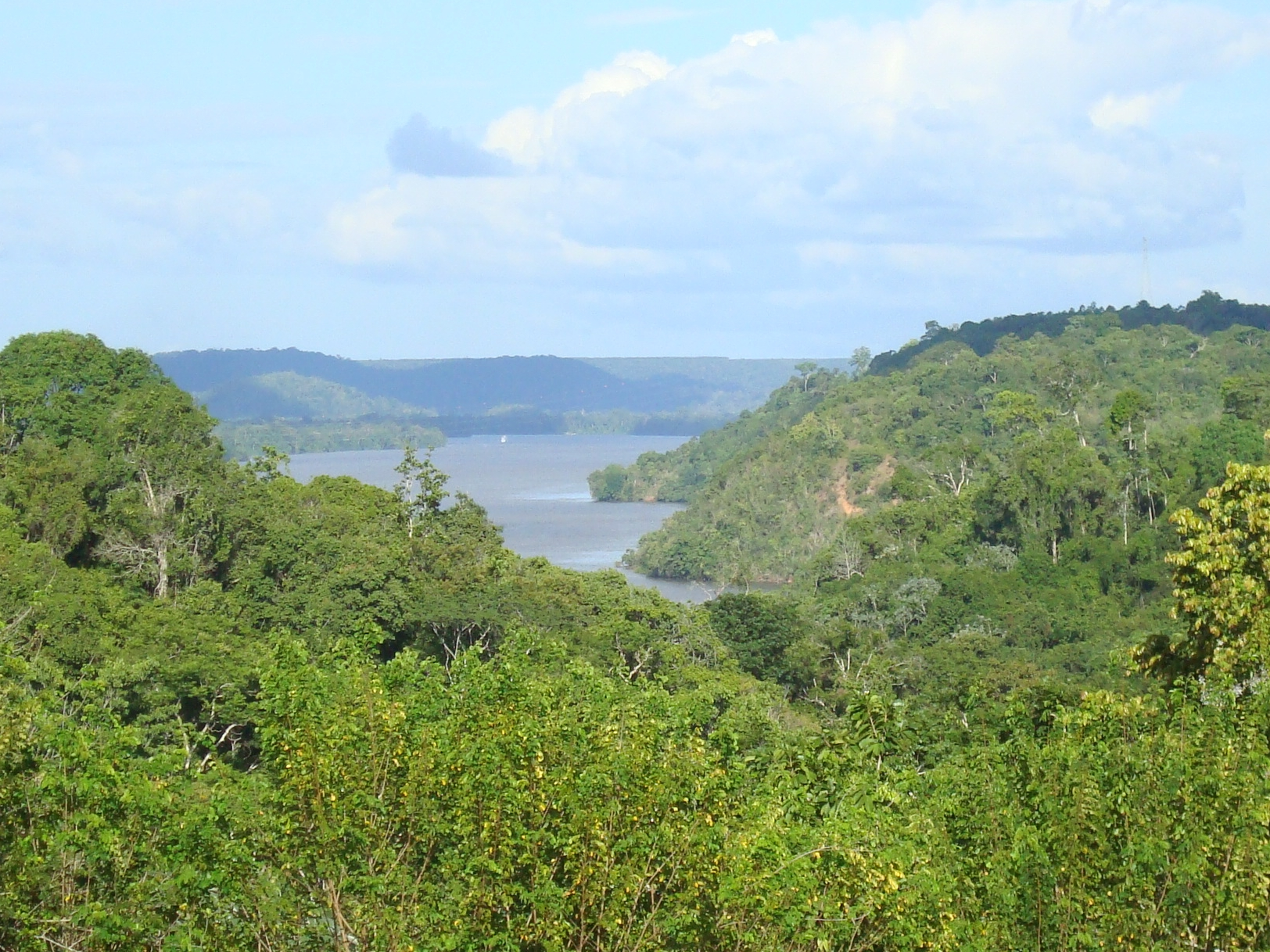
Baixo rio Jari próximo ao Monte Dourado, Almeirim, Pará

A expedição foi uma cooperação do governo alemão, seu Ministério da Propaganda e a Organização das Relações Exteriores do Partido Nazista, sob os auspícios do Instituto de Biologia Kaiser Wilhelm e do governo brasileiro e do Museu Nacional do Brasil no Rio de Janeiro. Atipicamente, a missão gozou de atenção da imprensa nacional e aprovação entre vários círculos da hierarquia nazista. Inicialmente anunciado como outra pesquisa científica habitual, seus objetivos foram descritos apenas vagamente como uma jornada do desejo científico de conhecimento para um ponto em branco no mapa por seu líder, zoólogo, documentarista e oficial da SS Otto Schulz-Kampfhenkel.
Schulz-Kampfhenkel, nascido em 1910 perto de Berlim, filho de um industrial, mostrou pouco interesse pelos negócios da família. O jovem Otto colecionava insetos, répteis e outros animais e sua paixão pela zoologia acabou levando a um diploma em biologia. Já conhecido publicamente desde a publicação de seu livro Der Dschungel Rief... (O Chamado da Selva...), o relato de uma expedição à Libéria em 1931/32, ele organizou a expedição ao 790 km ao longo do afluente rio Amazonas, o rio Jari, na bacia amazônica.
Promovido a SS Untersturmführer, Otto Schulz-Kampfhenkel, de 24 anos, pisou solo brasileiro em julho de 1935 como chefe da expedição, acompanhado pelo experiente piloto Gerd Kahle e pelo engenheiro e mecânico Gerhard Krause. Um moderno hidroavião Heinkel He 72 Kadett foi feito para facilitar a exploração da região.

### Viagem

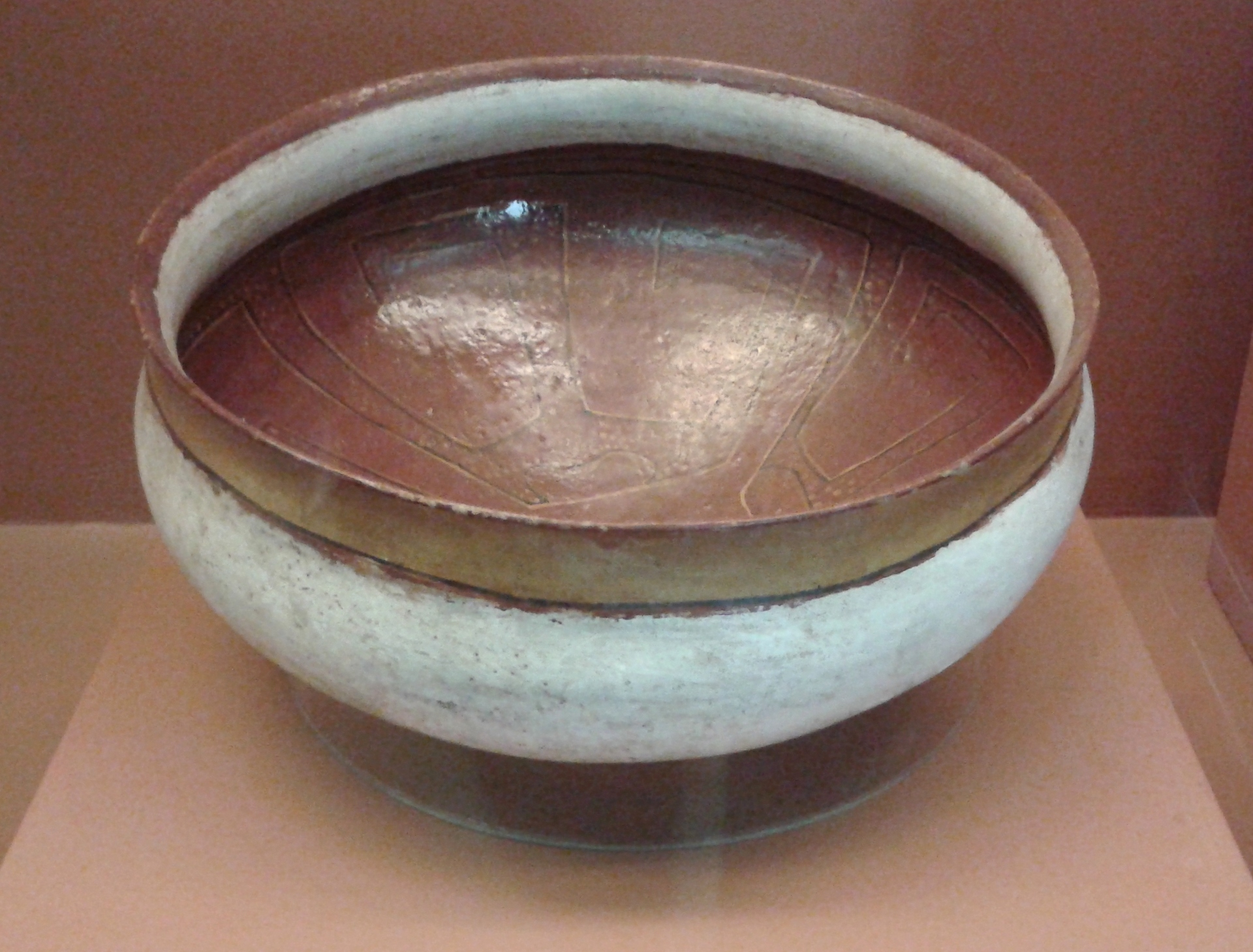
Cerâmica do povo aparaí

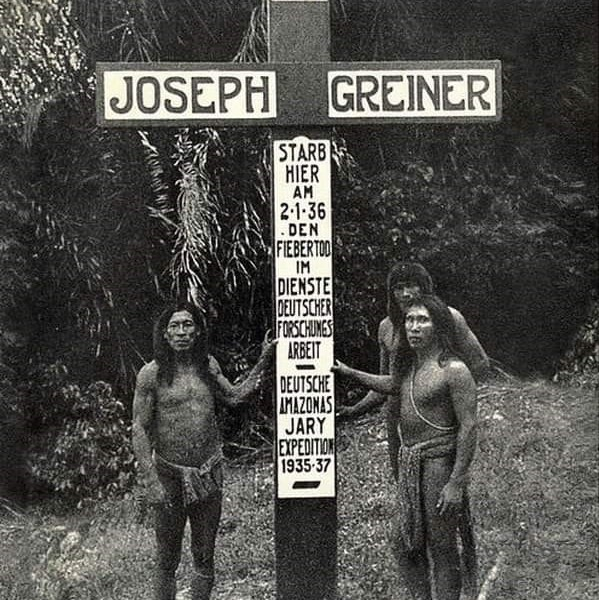
Cruz de Joseph Greiner em Laranjal do Jari no Amapá, morto de febre amarela em 1936

Após o recrutamento de muitos ajudantes, entre eles um alemão, Joseph Greiner, a expedição partiu de seu acampamento base na cachoeira de Santo Antônio, próximo a Santo Antônio da Cachoeira, em seis barcos em direção à Guiana Francesa no início de novembro e estudou, explorou e mapeou a topografia da área de fronteira com o Brasil ao longo de uma rota do rio Jari. O avanço para a fronteira com a Guiana Francesa só pôde ser realizado com a ajuda dos indígenas, que conheciam a selva e seus rios. Um índio do povo aparaí concordou em guiar os exploradores. Schulz-Kampfhenkel o apelidou de forma bastante inadequada de Winnetou - em homenagem ao famoso personagem fictício do autor Karl May.
Depois de apenas algumas semanas, o hidroavião Heinkel caiu, colidindo com troncos no rio Jari e teve que ser devolvido à base. Todos os homens adoeceram com malária, Schulz-Kampfhenkel também sofreu de difteria severa e o capataz Greiner acabou sucumbindo à febre. Seu túmulo no município de Laranjal do Jari é marcado com uma suástica encimada em uma grande cruz de madeira. Ao chegar ao alto rio Jari, a missão acampou perto de um assentamento aparaí, explorou a selva, sua fauna e coletou espécimes zoológicos. Eles também observaram e documentaram a cultura dos índios e registraram sua língua, cantos e danças tradicionais com um dispositivo de gravação.
Após cerca de 17 meses, a expedição retornou à Alemanha em maio de 1937 com 2.700 m de filme, milhares de ossos de animais e ferramentas e artefatos indígenas. Graças às canoas e excelentes habilidades de navegação dos índios nas corredeiras do rio Jari foi possível que a expedição chegasse com segurança ao acampamento base após quase dois anos. Exposições em várias cidades aconteceram. Vários crânios de mamíferos da Coleção Schulz-Kampfhenkel ainda podem ser vistos no Museu de História Natural da Universidade Humboldt de Berlim.

### Consequências
Schulz-Kampfhenkel utilizou seus dados multimídia, gravações e documentação para a publicação e marketing profissional de seu livro O enigma da selva do inferno, publicado em 1938 e a UFA Films lançou o filme homônimo de 90 minutos, que foi exibido por semanas em cinemas de todo o país. Um grande sucesso e extremamente popular na época, apesar de sua composição comercial, continua sendo um valioso documento antropológico até hoje. No alto Jari, o filme mostra os métodos de plantio de varas de escavação neolítica dos índios uaiana e uaiapi, que antes se acreditava terem morrido. A cozedura do pão achatado, bem como a troca entre as duas tribos são mostradas, bem como as típicas habitações de pilha, a música em flautas de boca feitas de ossos de veado ou em flautas de nariz feitas de tubos de bambu.

## Projeto Guiana
Entre as inconsistências óbvias, os observadores estrangeiros viam os objetivos da missão com suspeita, já que muitos argumentavam que a Alemanha Nazista esperava estabelecer uma ponte estratégica na América do Sul. Schulz-Kampfhenkel, no entanto, desenvolveu esse plano de intrusão e conquista por conta própria e o apresentou ao SS Reichsführer Heinrich Himmler durante a Segunda Guerra Mundial. Ele pretendia conquistar a Guiana Francesa, com apenas algumas centenas de homens que seriam secretamente contrabandeados para o país por submarinos e com a ajuda dos índios locais. Trabalhadores da África, praticamente escravos, viriam a tornar a terra arável. "É aqui que os colonos alemães, como representantes da raça nórdica, devem se firmar e ganhar um espaço vital" sob a demanda nacional-socialista. Mas Himmler recusou, pois outros projetos tinham prioridade.
Em abril de 1938, o regime Vargas proibiu efetivamente a existência e as atividades de partidos estrangeiros no Brasil. Apesar das ameaças diplomáticas da embaixada alemã, as futuras missões nazistas tiveram que ser conduzidas disfarçadas, o que não levou a mais atividades importantes. Apenas a grande cruz de madeira permanece na selva amazônica como um lembrete.